# Bier (Maryland)
Bier – jednostka osadnicza w Stanach Zjednoczonych, w stanie Maryland, w hrabstwie Allegany.